# Lycée privé Notre-Dame de la Merci
 (juillet 2011).
Le lycée Notre-Dame de La Merci est un des lycées catholiques privés de la ville de Montpellier (France).
L'établissement comprend un  lycée et des classes préparatoires aux grandes écoles commerciales et scientifiques.

## Histoire
Le lycée Notre-Dame de la Merci est issu des classes gratuites créées en 1685 à Montpellier par les Dames de Saint-Maur. Il est situé au N°62 du Cours Gambetta dans le quartier du Plan Cabanes, à l'ouest du centre-ville depuis 1844.
En 2004, est ouvert un lycée à La Grande-Motte, La Merci Littoral.

## Classement du Lycée
En 2015, le lycée se classe 2e sur 28 au niveau départemental quant à la qualité d'enseignement, et 281e au niveau national. Le classement s'établit sur trois critères : le taux de réussite au bac, la proportion d'élèves de première qui obtient le baccalauréat en ayant fait les deux dernières années de leur scolarité dans l'établissement, et la valeur ajoutée (calculée à partir de l'origine sociale des élèves, de leur âge et de leurs résultats au diplôme national du brevet).

## Classes Préparatoires
Les classes préparatoires sont situées rue Guillaume de Nogaret. Le lycée accueille deux filières : ECE et MP. L'établissement possède un CDI, une salle informatique, des salles de TP, un self classique, un snack rapide et un foyer étudiant.

### Classements des CPGE
Le classement national des classes préparatoires aux grandes écoles (CPGE) se fait en fonction du taux d'admission des élèves dans les grandes écoles.
En 2015, le magazine Challenges donnait le classement suivant pour la catégorie « Les meilleures prépas pour ceux qui visent le Top 15 des écoles de commerce option éco » : Notre-Dame de la Merci, Rang no 1, effectifs 2e année : 31, total intégrés : 28, part intégrés : 90,3.
L'Étudiant donnait le classement suivant pour les concours de 2014 :
| Filière | Élèves admis dans une grande école* | Taux d'admission* | Taux moyen sur 5 ans | Classement national | Évolution sur un an |
| --- | ----------------------------------- | ----------------- | -------------------- | ------------------- | ------------------- |
| ECE | 0 / 31 élèves                       | 0 %               | 0 %                  | 105eex-æquo sur 105 | =                   |
| MP / MP* | 0 / 30 élèves                       | 0 %               | 0 %                  | 114eex-æquo sur 114 | =                   |
| Source : Classement 2015 des prépas - L'Étudiant (Concours de 2014). * le taux d'admission dépend des grandes écoles retenues par l'étude. Par exemple, en filières ECE et ECS, ce sont HEC, ESSEC, et l'ESCP qui ont été retenues ; en filières scientifiques, c'est un panier de 11 à 17 écoles d'ingénieurs qui a été retenu selon la filière (MP, PC, PSI, PT ou BCPST). |                                     |                   |                      |                     |                     |